# Alan Gilzean
Alan John Gilzean (Coupar Angus, 22 de outubro de 1938 – Glasgow, 8 de julho de 2018) foi um jogador de futebol escocês. 

## Carreira
Jogador que atuava na década de 1960 e 1970. Alan jogado com mais destaque para Dundee e Tottenham Hotspur, e também apareceu em 22 jogos internacionais para a Escócia. Ele ajudou a Dundee ganhar o campeonato Escocês em 1961-62 e Tottenham vence a Taça de inglaterra, em 1967, duas Taças da Liga (1971 e 1973) e o 1971-72 Taça UEFA.
Alan morreu em 8 de julho de 2018, tendo sido diagnosticado e sofrendo de um tumor cerebral, algumas semanas antes.